# Pont del Diaol
Il "Pont del Diaol", noto anche come "Pont del Diavolo" è un ponte artificiale in pietra nel comune di Brentonico, in provincia di Trento in Trentino-Alto Adige. Si trova nella Valle della Sorna, sulla strada che dalle località di Crosano e Cazzano porta a Corné.
Il ponte rivela un dislivello di 28 metri fino al letto del torrente. È accompagnato anche dalla presenza di un altro ponte, questo naturale, noto come "Pont de Prea Zonta", oggi impracticabile e distante 20 metri, con una larghezza di 10 metri e una lunghezza di 9 metri. Questo, a sua volta, forma una caverna a doppia entrata costellata di stalattiti..

## Storia

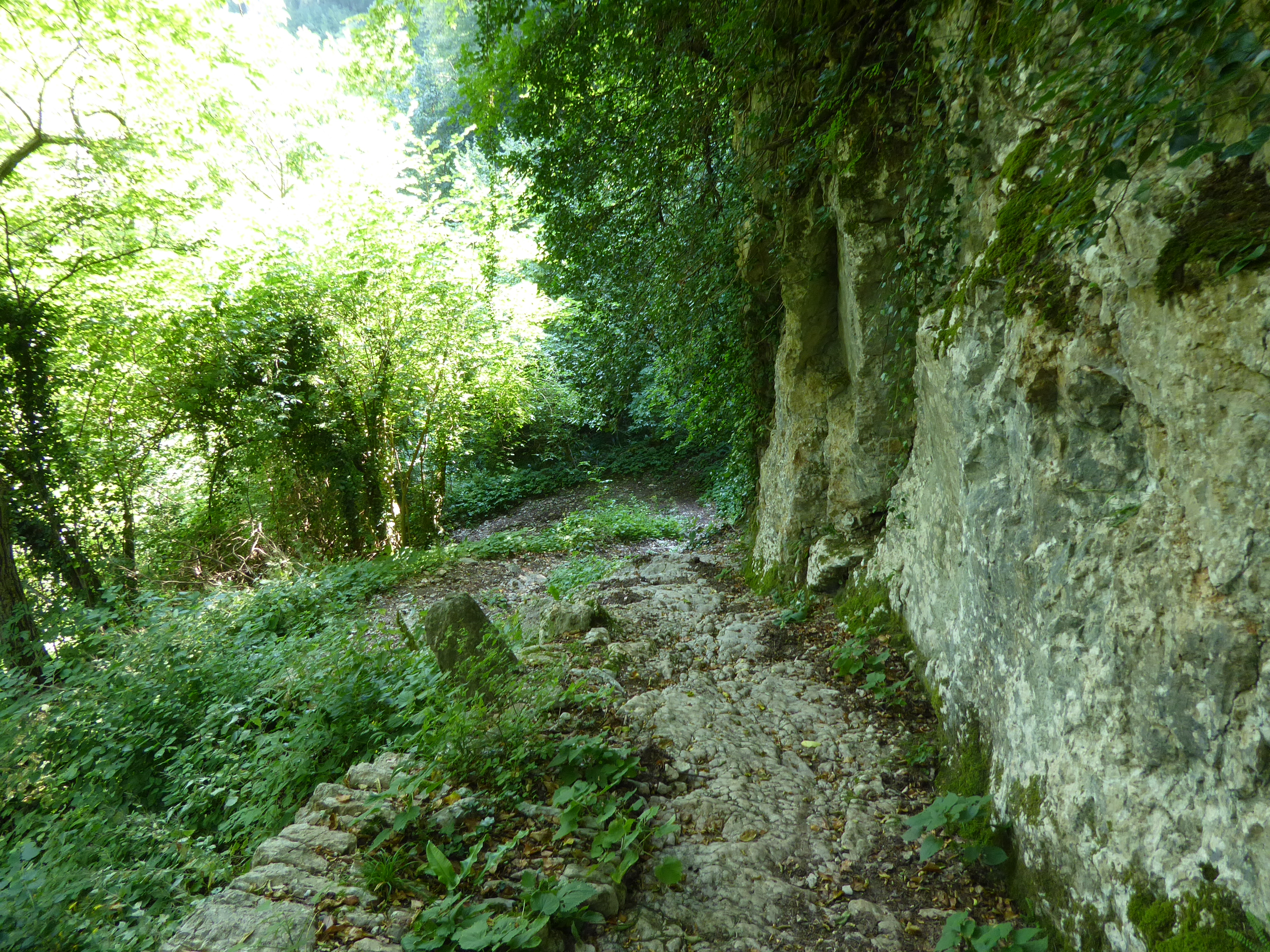
Il sentiero che scende verso il ponte

La costruzione del ponte deriva dalla necessità di collegare il castello di Dosso Maggiore a quello di Sajori, il che implica una costruzione precedente al 1703 e successiva al 1663, all'inizio della seconda dominazione castrobarcense. L'importanza dell'interazione tra i due castelli è giustificata dalla loro posizione strategica di controllo del territorio, oltre che per consentire il collegamento tra diversi punti come la città di Brentonico e, quindi, il Garda, attraverso la Valle della Sorna. Tenendo conto che la datazione per il castello di Dosso Maggiore è nel XIV secolo, con i resti di una ricostruzione castrobarcense, e per Sajori nel XIII secolo, è ipotizzabile l'origine della costruzione del ponte all'interno dei due secoli.
D'altra parte, la preponderanza dell'attività mineraria nella valle fino al XIX secolo, attestata direttamente nella località grazie alla conoscenza dell'autorizzazione concessa da Leopoldo III nel 1668 alla famiglia Eccheli di Brentonico per lo sfruttamento delle miniere, insieme al tracciato di quella nota come "Miniere della Sorna" a soli 150 metri di distanza, può sottintendere una nuova dinamica di utilizzo del ponte. Destinate all'estrazione del carbone, questa e altre gallerie furono attive dall'inizio del XIX secolo fino agli anni Venti, essendo anche legate alla costruzione della ferrovia tra il 1859 e il 1867. Su questa base, sappiamo che questo prodotto veniva trasportato dai muli lungo la gola. In questo contesto è degno di nota anche il restauro del ponte da parte delle truppe austro-ungariche durante la Grande Guerra.
Va inoltre ricordata l'antica presenza, fino all'80 del XIX secolo, di 16 mulini lungo tutta la Valle della Sorna, con l'intento di macinare principalmente grano, mais, segale e orzo, essendo la produzione cerealicola il modo di produzione dominante nella zona in quel periodo.
Quanto al suo nome ("diaol"), con un chiaro riferimento alla figura del "diavolo", non ha smesso di dare adito a spiegazioni e leggende. La più nota narra che, per la costruzione di questa complicata struttura sul torrente Sorna, il suo capomastro chiese aiuto al diavolo, che terminò l'opera in una sola notte, in cambio dell'anima di chi l'avesse attraversata per primo. Di fronte a questa condizione, il vescovo di Trento suggerì il primo passo di un maiale, riuscendo ad aggirare il desiderio del diavolo, che finì per scomparire nelle profondità della gola. Tuttavia, il ricordo di questo evento lo portò, anni dopo, a fare un'apparizione a due uomini ubriachi in viaggio da Corné a Crosano, che, spaventati, persero l'equilibrio e finirono per cadere nel vuoto; in altre parole, lì si aprirono le porte dell'inferno.

## Descrizione
La struttura è lunga 13 metri e larga 4 metri, chiusa da un arco quasi a tutto sesto. Per quanto riguarda la muratura, possiamo dire che si tratta di una costruzione con frammenti di pietre irregolari, che potrebbe essere classificata come muratura irregolare, essendo andato perduto l'aspetto della malta originale. 

### Edicola

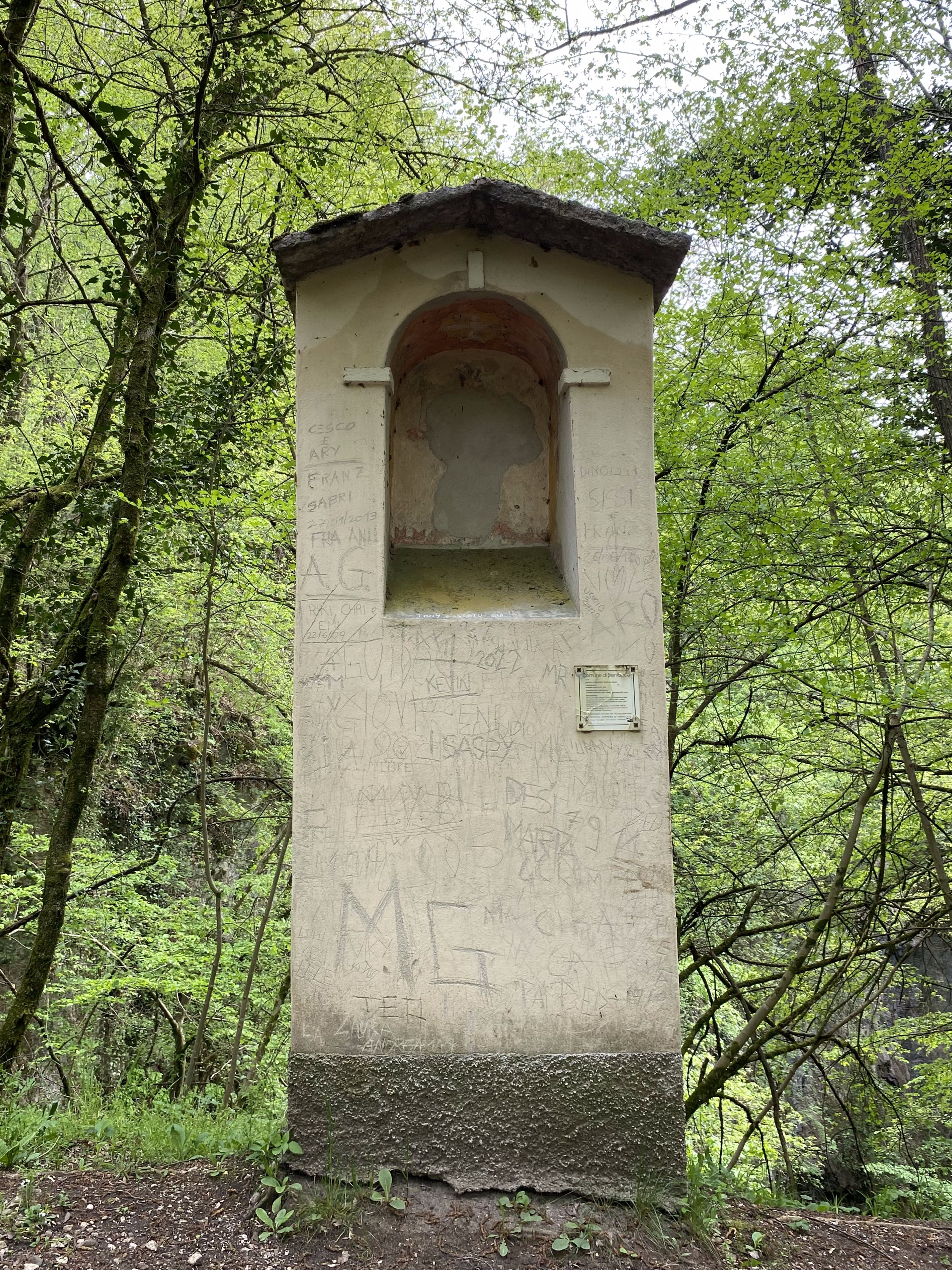
Edicola posta a sinistra del "Pont del Diaol". È stata restaurata nel 1993 dalla Provincia di Trento.

Nei pressi del ponte si trova un'edicola votiva, forse databile tra il XVIII e il XIX secolo, che aveva lo scopo di proteggere dai disastri causati dalla natura, legati soprattutto all'azione dell'acqua o delle frane. Si tratta di una costruzione verticale in muratura di pietra intonacata con una copertura rifinita con lastre di pietra. All'interno, in una nicchia ad arco composta da tre capitelli in terracotta e da un pavimento inclinato, si trova la rappresentazione pittorica di san Valentino e san Giovanni Nepomuceno.